# 莫尔曼诺
莫尔曼诺（義大利語：Mormanno），是意大利科森扎省的一个市镇。总面积75.9平方公里，人口3387人，人口密度44.6人/平方公里（2009年）。ISTAT代码为078084。

## 友好城市
- 義大利萨维利亚诺